# بونردیل (آرکانزاس)
بونردیل (به انگلیسی: Bonnerdale) یک منطقهٔ مسکونی در ایالات متحده آمریکا است که در هات اسپرینگ، آرکانزاس واقع شده‌است. بونردیل ۱۹۹٫۰۴ متر بالاتر از سطح دریا واقع شده‌است.